# 上海孫文故居

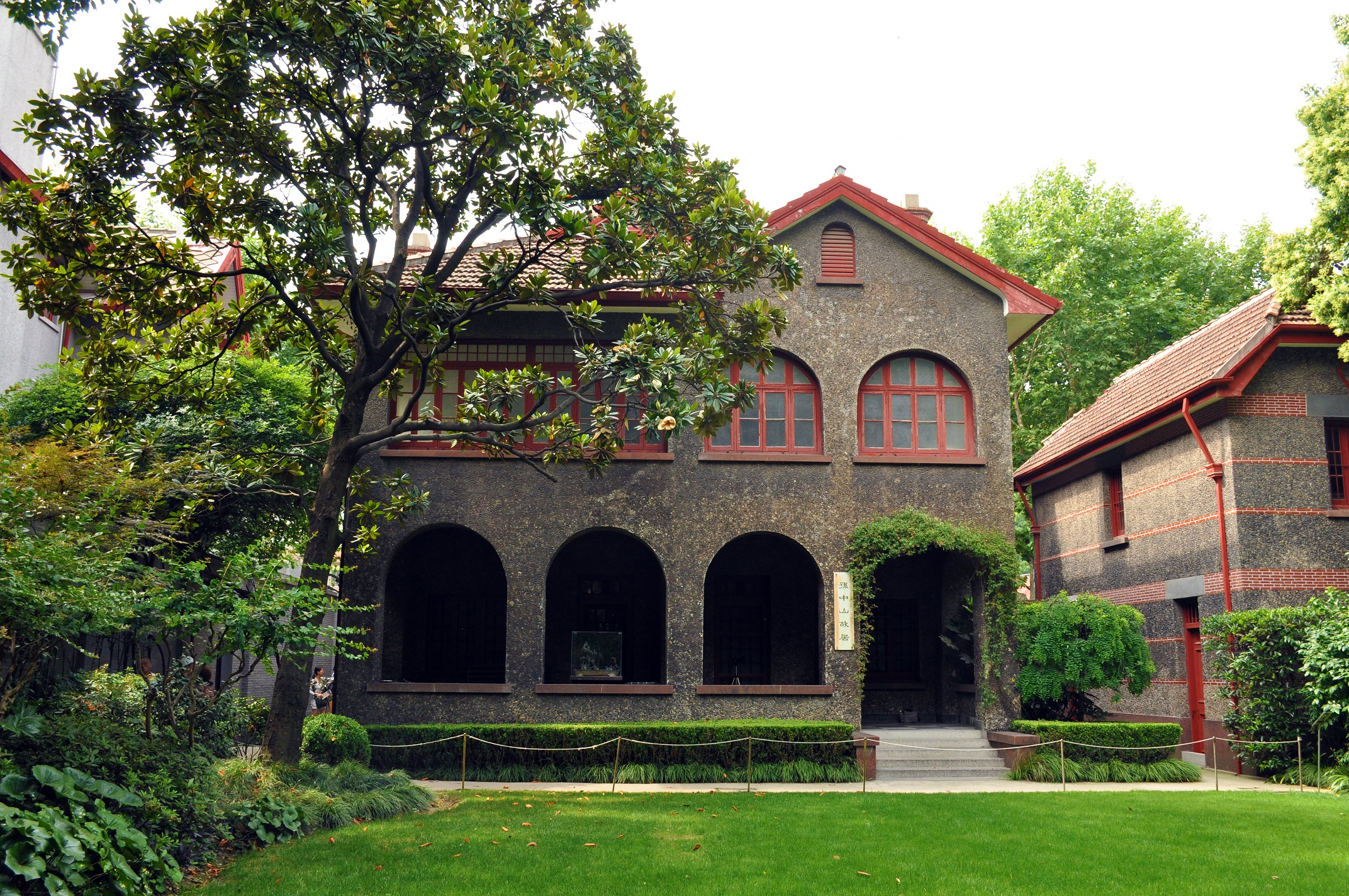
上海孫文故居

上海孫文故居（シャンハイそんぶんこきょ）は、上海市黄浦区香山路7号にある2階建て住宅である。1918年から1924年までには孫文の上海での邸宅だった。1925年から1937年まで、この邸宅は孫文夫人宋慶齢の邸宅だったが、1945年に国民政府に渡し、孫文の記念館に改造した。